# 比利·布藍拿
威廉·"比利"·約翰·布藍拿（英語：William "Billy" John Bremner，1942年12月9日—1997年12月7日）是一名前蘇格蘭足球員和領隊，1960年代—1970年代效力全盛時期的列斯聯，布藍拿經投票選出成為列斯聯有史以來最偉大的球員，並入選英格蘭足球聯賽百名傳奇球員（Football League 100 Legends）。布藍拿亦是蘇格蘭足球名人堂和英格蘭足球名人堂的成員。

## 南渡英倫
布藍拿，一名矮小但不的中場球員，在蘇格蘭史特靈長大，入讀當地的聖瑪麗天主教小學（St. Mary's Roman catholic primary school），列斯聯在布藍拿還在踢校際足球比賽時已發掘到他，於1959年在布藍拿渡過17歲生日後成功邀得他加盟。布藍拿曾因體型矮小而被阿仙奴和車路士拒絕。
1960年，布藍拿首次正選上陣，從此便成為唐·李維麾下一員猛將超過15年。布藍拿迅速建立一個不妥協的球員形象，攔截勇悍，有時略為過火，《星期日泰晤士報》（Sunday Times）曾稱他為「10英石的有刺鐵絲網」（10st of barbed wire）。布藍拿除有從球場一端到另一端跑不完的氣力外，亦可在適當的時間作出準確的傳球，更有在重要比賽射入決勝球的非凡能力，包括在4場主要的準決賽一槌定音。

## 中興主力
布藍拿是列斯聯在1960年代中興的主力，於1964年協助列斯聯取得乙組聯賽冠軍。翌年更差一點可以奪得甲組聯賽和足總盃雙料冠軍，僅以得失球差不及曼聯而失落聯賽錦標賽；足總盃決賽挑戰利物浦，法定時間0-0平手，加時1-2僅負，布藍拿射入扳平的一球。
1966年，當時列斯聯的隊長波比·哥連斯（Bobby Collins）在歐洲博覽會杯對拖連奴賽事中受傷，唐·李維立刻將隊長重任交托給布藍拿，自此一直擔任隊長之職。布藍拿在球場上作為隊中的領袖及導師，列斯聯在60年代末期開始進入黃金期，1968年，先後奪得聯賽杯和博覽會杯，並在1969年奪得甲組聯賽冠軍，當季42場賽事僅敗兩場，布藍拿可為功不可沒。
1970年，列斯聯有機會奪取甲組聯賽、足總杯和歐洲盃，達成史無前例的三冠王美夢，不過最後卻是一無所得，聯賽冠軍被愛華頓奪取，只能屈居亞軍；足總杯決賽加時2-2，重賽加時才1-2不敵當年聯賽季軍車路士；歐洲盃則四強遇上些路迪而止步。

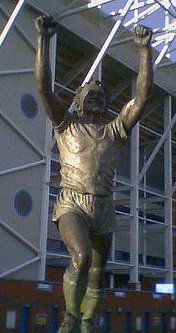
布藍拿雕像

綜觀這時期列斯聯所得的獎盃，明顯是遠低於應該獲得的，1969年和1974年雖然獲得聯賽冠軍，但另外有三年是在最後一場才失落聯賽冠軍，布藍拿帶領列斯聯四次闖進足總盃決賽僅一勝，1973年又打進了決賽，最終敗給AC米蘭，而有報導指球證曾受對手賄賂，兩年後的歐洲盃決賽又不幸敗給拜仁慕尼黑，下半場的入球被枉判無效，引發賽後球迷暴動，被判罰停止參加歐洲比賽4年，最終減為兩年。
1970年代的10年由列斯聯主宰球壇，但所得的與失的相若。1971年布藍拿高舉歐洲博覽會盃，但在足總盃第五圈卻被處於丁組的3-2爆大冷淘汰，惟布藍拿沒有上陣。同年阿仙奴在煞科日1-0擊敗，僅以1分力壓列斯聯奪得聯賽冠軍，隨後更贏取足總盃，完成第二次雙料冠軍。
1972年列斯聯再次爭逐聯賽及足總盃雙料冠軍，足總盃決賽1-0擊敗衛冕的阿仙奴，首次也是唯一一次奪得這項最古老的盃賽冠軍，亦剛好完成布藍拿的本土錦標獎牌。兩日後的聯賽最後一戰只需賽和即可完成雙料冠軍，但卻負於狼隊而將聯賽冠軍拱手相讓給。
1973年的聯賽錦標由強大的利物浦奪取，列斯聯只能在足總盃及歐洲賽場進發，但先在希臘塞萨洛尼基舉行的決賽不敵AC米蘭，繼後的足總盃決賽更慘負於乙組的，布藍拿只能獲得兩面亞軍獎牌。
在布藍拿出色的表現帶領下，列斯聯一吐過往6年僅敗的污氣，獲得1974年的聯賽冠軍，更創下開季29場不敗的紀錄，這紀錄直到2004年才被阿仙奴打破。多年後在1995年8月的「70年代比賽」（Match of the Seventies）電視節目中，布藍拿認為1973/74年球季的列斯聯是WWII後最佳的球隊。作為聯賽冠軍，列斯聯與足總盃冠軍利物浦在翌年的球季揭幕戰慈善盾對碰，布藍拿與對方的發生碰撞而雙雙被罰離場，兩人均在離場時脫下球衣以示羞愧。
這年列斯聯沒有機會競逐本土的錦標賽，但晉級在法國巴黎王子公园体育场舉行的歐洲盃決賽，對手為衛冕冠軍拜仁慕尼黑，布藍拿成為這場充滿爭議決賽的中心，下半場75分鐘羅利馬一記「窩利」射球入網，法國球證卻以布藍拿越位而判入球無效，當時布藍拿正處邊線而不會干擾比賽。而布藍拿自己亦有一球近門6碼射門被救出，最終拜仁慕尼黑以2-0勝出成功衛冕。

## 從艾蘭路到布斯費里公園
唐李維提早一年離開列斯聯接替藍西出任英格蘭領隊之職，一直雄霸英格蘭球壇的列斯聯亦隨之瓦解。布藍拿最終於1976年夏季末離隊轉投。布藍拿共為列斯聯上陣772場，是僅次於位列球隊歷來出賽次數榜第二位。
布藍拿加盟侯城成為當地的大新聞，並於首次上陣即射入一球。雖然處於足球生涯的末期，布藍拿在效力侯城的兩年仍取得重大的成功，其後轉投，效力四年直到39歲高齡才宣佈退役。1982年2月布藍拿獲得10萬英鎊誹謗連訴訟費用的賠償，起因是一張週日報紙刊登一篇文章指控布藍拿操控球賽賽果，包括1972年5月當列斯聯奪得足總盃後兩日對狼隊的比賽，但列斯聯以1-2見負而讓取得歷來首次聯賽冠軍，布藍拿提出控訴並獲證明清白。

## 蘇格蘭
在國際賽方面，布藍拿在1965年對西班牙的賽事中，首次代表蘇格蘭，是1967年以3-2擊敗世界盃冠軍英格蘭的一員。1974年則以蘇格蘭隊長身份帶領國家晉身西德世界盃。
1975年9月最後一次國家隊上陣對丹麥，賽後發生的事件導致布藍拿、威利·楊格（Willie Young）、祖·夏柏（Joe Harper）、祖·麥克拉斯基（Joe McCluskey）和亞瑟·格拉咸（Arthur Graham）被終身禁止參與國際賽，五人被逐出國家隊是因為他們違反午夜1點的宵禁命令外出喝酒，更因吵鬧而在夜總會被逐，接著，當蘇格蘭足球總會的職員進入布藍拿和祖·麥克拉斯基的房間時發現他們醉酒鬧事，更將睡床反轉。蘇格蘭訓練員朗奴·麥堅時（Ronald McKenzie）承認他亦是和布藍拿等人一夥而引咎辭職。這個禁令在1976年解除，但是布藍拿再沒有代表國家上陣。布藍拿一共代表蘇格蘭出場54次射入3球，並成為蘇格蘭足球名人堂的一員。

## 列斯聯領隊
布藍拿跟隨著阿倫·奇勒（Allan Clarke）和艾迪·格雷（Eddie Gray）等名宿的腳步，擔任列斯聯領隊，1987年，布藍拿差點帶領列斯聯升上甲組，惜最終在附加賽敗給查爾頓，布藍拿亦曾帶領球隊打入足總杯四強，但敗給最終獲得冠軍的高雲地利。1988年9月，布藍拿被解僱，由侯活·韋堅遜接任，其後，布藍拿曾經到唐卡士打任教，但在1991年11月便離開了。

## 晚期
1997年12月初，布藍拿在唐卡斯特的家中突然心肌梗死發作，雖然已快速將他送院，但最終在兩日後逝世，這位偉大的蘇格蘭足球員受到全國的關注，在列斯，民眾們都倍感悲傷，當地辦公機構亦下半旗致哀。
列斯聯透過網上投票方式宣佈布藍拿被認為是列斯聯有史以來最偉大的球員，因此列斯聯的主場艾蘭路球場外豎立了布藍拿的雕像，2006年12月9日，當日為列斯聯主場對打比郡的賽事，適逢是布藍拿的64歲生忌，一大群列斯聯球迷高唱"There's only one Billy Bremner"，而在艾蘭路球場的大螢幕亦顯示出列斯聯對布藍拿的敬意。1998年，入選成為英格蘭足球聯賽百名傳奇球員之一（Football League 100 Legends）。布藍拿在2004年亦成員英格蘭足球名人堂的成員。

## 註腳
1. ↑  .   [2008-06-18]. （原始内容存档于2008-08-21）.
2. ↑  .   [2008-06-19]. （原始内容存档于2013-06-15）.
3. ↑  .   [2008-06-19]. （原始内容存档于2012-11-12）.
4. ↑  . LeedsUnited.com. 11 December 2006  [2006-12-11]. （原始内容存档于2006年12月14日）. 外部链接存在于|publisher= (帮助)

## 外部連結
- Peter Lorimer pays tribute to Billy Bremner （页面存档备份，存于）
- English Football Hall of Fame Profile
- BBC - Leeds - Sport - Profile: Billy Bremner （页面存档备份，存于）
- Billy Bremner Tribute Video